# Hy Zaret
Hy Zaret, geboren als Hyman Harry Zaritsky, (New York, 27 augustus 1907 – Westport, 2 juli 2007) was een Amerikaans tekstschrijver en componist.
Zaret was een zoon van een Russische immigrant. Hij zat op de West Virginia universiteit en op de Brooklyn Law school waar hij zijn LLB behaalde. Zijn eerste succes behaalde hij in 1935 toen hij samen met Saul Chaplin en Sammy Cahn het nummer "Dedicated to You" schreef. Zarets grootste succes was Unchained Melody, dat hij met Alex North schreef voor de film Unchained (1955). Dit nummer werd genomineerd voor een Academy voor het beste originele nummer.

## Geschreven teksten
Hij schreef teksten voor:
- Unchained Melody (ASCAP Country Music Awards);
- There I Go;
- My Sister And I;
- It All Comes Back To Me Now;
- So You're The One;
- So Long For Awhile (theme song of Hit Parade):
- Young and Warm And Wonderful;
- One Meat Ball;
- The Lass With The Delicate Air;
- You'll Never Get Away;
- Dedicated To You; No Other Arms,
- No Other Lips;
- You Can't Hold A Memory In Your Arms;
- That's My Affair;
- Counting The Days;
- Listen To The Green Grass Growing;
- My Lily And My Rose;
- Train Of Love;
- Christmas Roses;
- It Could Be A Wonderful World